# Lycopus
- Commons
- Wikispecies

Lycopus L. é um gênero botânico da família Lamiaceae. Plantas nativas da Europa, Ásia e América do Norte.

## Sinonímia
- Euhemus Raf.

## Espécies
Constituido por 69 espécies:
Lycopus alboroseus Lycopus albus Lycopus alissoviae
Lycopus americanus Lycopus amethystinus Lycopus amplectens
Lycopus angustifolius Lycopus angustus Lycopus aquaticus
Lycopus arkansanus Lycopus asper Lycopus attenuatus
Lycopus australis Lycopus bracteatus Lycopus cavaleriei
Lycopus charkeviczii Lycopus cokeri Lycopus communis
Lycopus coreanus Lycopus decrescens Lycopus diantherus
Lycopus europaeus Lycopus exaltatus Lycopus formosanus
Lycopus heterophyllus Lycopus hirtellus Lycopus integrifolius
Lycopus intercedens Lycopus intermedius Lycopus italicus
Lycopus japonicus Lycopus kurilensis Lycopus lacerus
Lycopus laciniatus Lycopus laurentianus Lycopus longifolius
Lycopus lucidus Lycopus maackianus Lycopus macrophyllus
Lycopus maritimus Lycopus membranaceus Lycopus menthifolius
Lycopus mollis Lycopus montevidensis Lycopus niger
Lycopus obtusifolius Lycopus palustris Lycopus parviflorus
Lycopus pauciflorus Lycopus pensylvanicus Lycopus pinnatifidus
Lycopus praealtus Lycopus pubens Lycopus pumilus
Lycopus ramosissimus Lycopus riparius Lycopus rubellus
Lycopus sessilifolius Lycopus sherardi Lycopus sherardii
Lycopus sichotensis Lycopus sinnatus Lycopus sinuatus
Lycopus solanifolius Lycopus souliei Lycopus uniflorus
Lycopus velutinus Lycopus virginicus Lycopus vulgaris

## Classificação do gênero
| Sistema | Classificação                    | Referência               |
| ------- | -------------------------------- | ------------------------ |
| Linné   | Classe Diandria, ordem Monogynia | Species plantarum (1753) |